# アールビバン
アールビバン株式会社（英: ART VIVANT CO.,LTD.）は、東京都品川区に本社を置き版画などの販売を行う企業。東京証券取引所スタンダード市場上場。社名「アールビバン (ARTVIVANT) 」はフランス語で「絵のある生活」を意味する。
なお、かつてセゾン美術館に併設されていた美術書専門書店「アール・ヴィヴァン (ART VIVANT) 」とは無関係である。

## 事業内容
絵画（版画、油彩画、水彩画）、美術工芸品（彫刻、ガラス工芸品）、アート雑貨、デジタルモバイルコンテンツなどの販売。主にアーティストの展示会を開催している。作家の発掘・育成・プロデュース、商品の開発、契約、仕入れ、額装、販売、納品、アフターサービスまでを自社で一貫管理するシステムを採用している。
出版事業部メディエイションにて出版事業も行なっており、隔月雑誌『E☆2』を刊行中である。出版事業についての詳細は、E☆2#メディエイションを参照。

## 主な取り扱い作家
- クリスチャン・ラッセン - アメリカ合衆国の画家。マリン・アーティストを名乗っている。
- 天野喜孝 - 日本の画家、キャラクターデザイナー、イラストレーター、装幀家。 舞台美術や衣装デザインも手がける。
- 笹倉鉄平 - 兵庫県出身の画家。150を超える作品を発表している。近年では海外での活動も行っている。
- デビッド・ウィラードソン - 南カリフォルニア出身の画家。世界で数人しかいないディズニー公認画家の一人。
- カーク・レイナート - アメリカ合衆国の画家。イラストレーター、デザイナーとして活動。
- シム・シメール - アリゾナ州出身の画家。10年間絵の教師を務めるが、その後画家に専念。北海道旭川市「旭川市旭山動物園」のアートアドバイザー。
- 北田稔 - 埼玉県出身のイラストレーター。東映系アニメーションスタジオ、株式会社東プロデザイン室勤務を経て1999年に独立。
- 山地司 - 岡山県出身のイラストレーター。アートバンク刊「日本のイラストレーター1000人」でピックアップアーティストに選出。
- 西野健太郎 - 石川県出身の画家。第2回日本アートアカデミー賞準グランプリ受賞。

## 沿革
- 1984年(昭和59年) - 東京都港区南青山にて会社設立。版画の催事販売を始める。
- 1985年(昭和60年) - アメリカでの新作家開発活動を展開。
- 1986年(昭和61年) - 直営ギャラリー「ビバン・ド・パリ銀座」オープン。
- 1988年(昭和63年) - 張歩(チャン・プー)との販売契約締結。
- 1989年(平成元年) - クリスチャン・ラッセンとの販売契約締結。
- 1990年(平成2年) - 直営常設店「ギャラリー・ミューゼ 渋谷本店」オープン。
- 1991年(平成3年) - アメリカの絵画見本市「ART EXPO ロサンゼルス'91」に出品。
- 1992年(平成4年) - メラニー・テイラー・ケント、ウォルトディズニーエンタープライズ株式会社との日本における独占販売契約を締結。
- 1993年(平成5年) - 東京都港区南青山に本社移転。
- 1994年(平成6年) - カーク・レイナートとの販売契約締結。
- 1995年(平成7年) - 天野喜孝との販売契約締結。「ネットワークセンター」を設立、全社業務のオンラインシステムを稼働。「アールビバン友の会」を発足。「株式会社アートファイナンス」を設立。
- 1996年(平成8年) - 株式を店頭公開。「天野喜孝原画展」を開催。
- 1997年(平成9年) - 「クリスチャン・ラッセン原画展Gift from the Sea」、「ヒロ・ヤマガタ物語　原画100選」、「藤城清治 光の原画展」を開催。
- 1998年(平成10年) - きたのじゅんことの版元システムを確立。浅井慎平との独占販売契約締結。
- 1999年(平成11年) - 池田理代子との独占販売契約締結。「いのまたむつみ 原画展」を開催。
- 2000年(平成12年) - 「ジャパン アート エキスポ 第1回」を開催。「手塚治虫ワールドスクエア」をオープン。「株式会社イーピクチャーズ」設立。北田稔との販売契約締結。イラスト系作家常設ギャラリー「アールジュネス秋葉原」開設。
- 2001年(平成13年) - 平凡＆陳淑芬の版画作品販売開始。美樹本晴彦展開催。
- 2002年(平成14年) - マルク・シャガール「A.I.L（オーソライズド・インタープリテーション・リトグラフ）」の日本唯一のソールエージェンシーとして契約締結。ノーマン・ロックウェルの展示会開始。天広直人デビュー展開催。
- 2003年(平成15年) - ディズニーファインアートの正規代理店として販売契約締結。西又葵展開催。
- 2004年(平成16年) - イラスト系作家特別顧客優待展 JIF(ジャパン・イラストレーターズ・フェスティバル)を東京・大阪にて開催。
- 2005年(平成17年) - アートファイナンス内の出版事業部メディエイションにて出版事業を開始。発売元を飛鳥新社とし、雑誌『E☆2』を創刊する。ヨガ教室開設・ロハス層展開を行うインテグラルビューティー株式会社設立。東京都中央区銀座に本社移転。
- 2006年(平成18年) - 孫家珮の版画制作・展示会開始。山地司作品取扱い開始。
- 2007年(平成19年) - 「株式会社e・ジュネックス」設立。
- 2010年(平成22年) - e・ジュネックスがアールビバン本社に吸収合併。これにより、出版事業・モバイル事業などをアールビバン本社が執り行う事となった。東京都品川区東品川に本社移転。
- 2011年(平成23年) - 千葉県浦安市ディズニーリゾート(ヒルトン東京ベイ) にディズニーキャラクターアートセレクトショップ「マジカル アート ギャラリー」展開。
- 2012年(平成24年) - イラスト系アートのタペストリーブランド(軸中心派)を福岡県北九州市、福岡市に出店。
- 2013年(平成25年) - イラスト系アートのタペストリーブランド(軸中心派)を栃木県宇都宮市に出店。ディズニー公認アーティスト　ステファン・マーチンエアー、ドナト・ジャンコーラ、ガイ・ヴァシロヴィッチ、マセイ、ジェニー・チャン、メリッサ・スーバー、デビッド・タトウィラー、リネ・タトウィラー、スティーブ・バートン取扱い開始。ナイーフアーティストJUMPEI取扱い開始。
- 2014年(平成26年) - ディズニー公認作家 高橋宣光の取扱い開始。
- 2015年(平成27年) - イラストレーター ホラグチカヨの版画作品の取扱いを開始。コンプリート版画作品集『LASSEN』を発刊。クリスチャン・ラッセン創作活動40年記念コンプリート版画作品集『LASSEN』を求龍堂より発刊。

- 2016年(平成28年) - クリスチャン・ラッセン、日清食品「どん兵衛」ウェブCM出演およびコラボレーション作品発表。同CMは「2017 57th ACC TOKYO CREATIVITY AWARDS」クラフト賞を受賞。美樹本晴彦キャラクター原案「甲鉄城のカバネリ」（提供：フジテレビ）の版画展を開催。「タラサ志摩スパアンドリゾート株式会社」が「カルナフィットネスアンドスパ株式会社」を吸収合併、新たにヨガ部門を立ち上げ「TSCホリスティック株式会社」を設立。天然溶岩石を床に敷き詰めた溶岩ヨガスタジオ「アミーダ」を千葉県流山市に出店。

- 2017年(平成29年) - 東京都品川区東品川に本社を移転。「超ラッセン原画展」を全国で開催。天野喜孝と天野弓彦の親子共演展「ファンタジーアート展」を全国で開催。「軸中心派出張所」が中国広州に期間限定出店。「アミーダ」1都3県への展開により、10店舗超に拡大。

- 2018年(平成30年) - ラッセン自身が監修するラッセンの過去の原点に迫った原画展「ORIGIN」を開催。映画「STAR WARS」をテーマに掲げた、国内初版画展「スターウォーズ展」を開催。天野喜孝のスペシャル画集「天野喜孝 COLLECTED PAINTINGS OF AMANO'S WORLD」を制作。「アミーダ」の全国展開規模が30店舗超に拡大。

- 2019年(平成31年/令和元年) - クリスチャン・ラッセンが仙台うみの杜水族館「“名画になった”海 展」に参加。イラストレーターのカントクと中国郵政コラボ企画。「カントク」デザインによる限定記念切手を発売。「ファミ通文庫15周年記念展」を開催。日本初の宿泊施設完備したヨガインストラクター育成施設「アミーダヨガアカデミー」を設立。

- 2020年(令和2年) - 2019年にリャド財団と交わした正式契約の元、未公開原画の初披露を実現した「リャド原画展」を全国で開催。「乙女のための神絵祭」を初開催。「アミーダ」単独では初となる男女兼用溶岩ヨガスタジオ「アミーダ有明ガーデン店」を東京都江東区に出店。

- 2022年(令和4年) - 漫画「FAIRY TAIL」の15周年を記念した版画展を全国開催[3]。イラストレーター、mochaの版画展を全国開催[3]。ポップアーティスト、テネシー・ラブレスの日本初の展示販売会をアミューズと共同開催[3]。

## 子会社
- 株式会社ダブルラック
- TSCホリスティック株式会社

## 関連情報
- 2015年12月、バラエティー番組「とんねるずのみなさんのおかげでした」（フジテレビ系）の企画「買うシリーズ」で、お笑い芸人の永野がアールビバンのイベントに訪れラッセンの作品を購入している[4]。